# Anagrus setosus
Anagrus setosus (лат.) — вид хальцидоидных наездников рода Anagrus из семейства Mymaridae. Паразиты яиц насекомых.

## Распространение
Дальний Восток России, Юго-Восточная Азия (Китай, Непал, Тайвань): .

## Описание
Мелкие хальцидоидные наездники, отличающиеся следующими признаками: коричневого цвета насекомые, скапус усика, ноги, грудь светло-жёлтые; соотношение антенномеров (F1=1) — 4.3: 1.9: 1: 2.9: 2.9: 3.0: 3.1: 2.9: 4.6; соотношение длины яйцеклада к длине передней голени — от 1,4 до 1,6.
Длина тела около 1 мм. Усики нитевидные. По числу сегментов антенн наблюдается половой диморфизм: жгутик самок 6-члениковый (усики 9-члениковые) и у самцов жгутик 11-члениковый (усики 13-члениковые). Лапки состоят из 4 сегментов. Четыре перепончатых крыла (задняя пара меньше передней) с полностью редуцированным жилкованием. Брюшко стебельчатое.
Предположительно, как и другие виды своего рода эндопаразиты на яйцах насекомых. Вид был впервые описан в 1998 году, а его валидный статус подтверждён в 2015 году в ходе мировой ревизии рода, проведённой российско-американским гименоптерологом Сергеем Владимировичем Тряпицыным (Entomology Research Museum, Department of Entomology, Калифорнийский университет в Риверсайде, Калифорния, США).